# ʿAmr Mūsā
ʿAmr Mūsā, spesso chiamato dai giornali Amr Moussa (in arabo عمرو موسى‎?, ʿAmr Mūsā; 3 ottobre 1936), è un diplomatico e politico egiziano, ed è stato Segretario generale della Lega araba dalla sua elezione nel maggio del 2001 fino al 2011. È inoltre un ex ministro degli esteri egiziano.

## Biografia
Tra il 1958 e il 1972 ha lavorato in diverse missioni, tra cui l'Egitto Ambasciata in Svizzera e la missione egiziana presso le Nazioni Unite.
Dal 1974 al 1977 è stato consigliere del Ministro degli affari esteri.
Dal 1977 al 1981 e di nuovo dal 1983 al 1990, è stato il Direttore del Dipartimento delle Organizzazioni Internazionali presso il Ministero degli Affari Esteri.
Dal 1981 al 1983, Moussa è stato il Vice Rappresentante Permanente presso le Nazioni Unite a New York, poi 1983-1986 ambasciatore in India.
Nel 1990, fu promosso rappresentante permanente dell'Egitto alle Nazioni Unite.
È stato nominato Ministro degli Affari Esteri del Primo Ministro Atef Sedki il 20 maggio 1991.
Fu ministro fino al 15 maggio 2001, quando è stato eletto Segretario Generale della Lega Araba.
Moussa è stato pesantemente coinvolto con la politica estera dell'Egitto dal 1958. È stato Ambasciatore dell'Egitto presso le Nazioni Unite, l'India e la Svizzera per un totale di 21 anni. Moussa è stato tra i molti diplomatici arabi e internazionali che hanno cercato di risolvere la guerra civile in Libano (1975-1990), e per questo viene criticato per aver preso una forte posizione anti-cristiana.
Moussa è stata una figura politica molto popolare in Egitto a causa della sua critica della politica israeliana verso Gaza e la Cisgiordania.
Al Forum per la nuova diplomazia nel febbraio 2010, Moussa ha pronunciato un discorso in cui ha criticato il doppio standard del Governo degli Stati Uniti a sostegno della politica di armamento nucleare di Israele, ma che non permette all'Iran di perseguire l'energia nucleare.
Egli ha anche criticato i paesi occidentali, compresi gli Stati Uniti, per non riconoscere i risultati delle elezioni palestinesi del 2006 che hanno portato Hamas al potere.
Come El-Baradei e dei Fratelli musulmani, egli sostiene l'apertura della Striscia di Gaza.
Le sue critiche hanno fatto Moussa estremamente popolare. Mubarak ha detto che la mandò a lavorare per la Lega araba nel 2001, in modo da non competere come candidato alla presidenza nelle elezioni presidenziali del 2005 a causa della sua popolarità.
Il 1º marzo 2011 Amr Moussa ha annunciato la sua candidatura alle elezioni presidenziali del 2012, alle quali si è poi classificato al 5º posto, ottenendo l'11.13%.